# Иван Момчилов (революционер)
Вижте пояснителната страница за други личности с името Иван Момчилов.
Иван Момчилов е български революционер, терорист на Вътрешната македонска революционна организация (ВМРО).

## Биография
Момчилов емигрира в Кралство на сърби, хървати и словенци след Деветоюнския преврат в 1923 година. Установява близки контакти със сръбските власти заради симпатиите си към БЗНС.
През 1928 година той е изпратен в България, за да да убие водача на ВМРО Иван Михайлов, но Момчилов съобщава за задачата си на Михайлов. На 25 април на улица „Пиротска“ в София е инсцениран атентат, като е съобщено, че при него Иван Михайлов е тежко ранен. Момчилов се връща в Белград, където провеждат разследване и приемат, че добросъвестно е изпълнил задачата си. На 13 юли той трябва да получи награда за атентата от сръбския помощник-министър на вътрешните работи Жика Лазич. Той прави неуспешен опит да го убие в собствения му кабинет. Куршумът улучва Лазич в главата, следват още три изстрела, които попадат в Лазич, преди охраната да нахлуе в кабинета, след което Момчилов се прострелва. Двамата са закарани в болницата, където след два дена Момчилов умира. Макар и улучен в главата, Лазич оцелява.